# Lamborghini Huracán

Logo

Der Lamborghini Huracán ist ein von Automobili Lamborghini hergestellter Sportwagen. Der Nachfolger des Gallardo hatte sein offizielles Debüt auf dem Genfer Auto-Salon 2014. Der Huracán wurde im Lamborghini-Werk in Sant’Agata Bolognese hergestellt. Die Lieferungen an die ersten Kunden erfolgten ab dem Frühjahr 2014.
Das Nachfolgemodell ist der Temerario, der im August 2024 im Rahmen der Monterey Car Week vorgestellt wurde. Er ist ein Plug-in-Hybrid.

## Name
Wie die meisten Namen der Lamborghini-Modelle stammt auch der Name Huracán aus der Welt des Stierkampfs. Der Kampfstier Huracán der spanischen Rasse „Conte de La Patilla“ kämpfte im August 1879 in Alicante, wobei er ungeschlagen blieb.

## Design
Das Design des Huracán zeichnet sich, wie alle Lamborghini-Modelle der letzten Jahre, vor allem durch scharfe Kanten und ein aggressives Aussehen aus. Verantwortlich für das Design war Filippo Perini von Lamborghinis eigenem Design-Studio Centro Stile Lamborghini.

## Bildergalerie Huracán

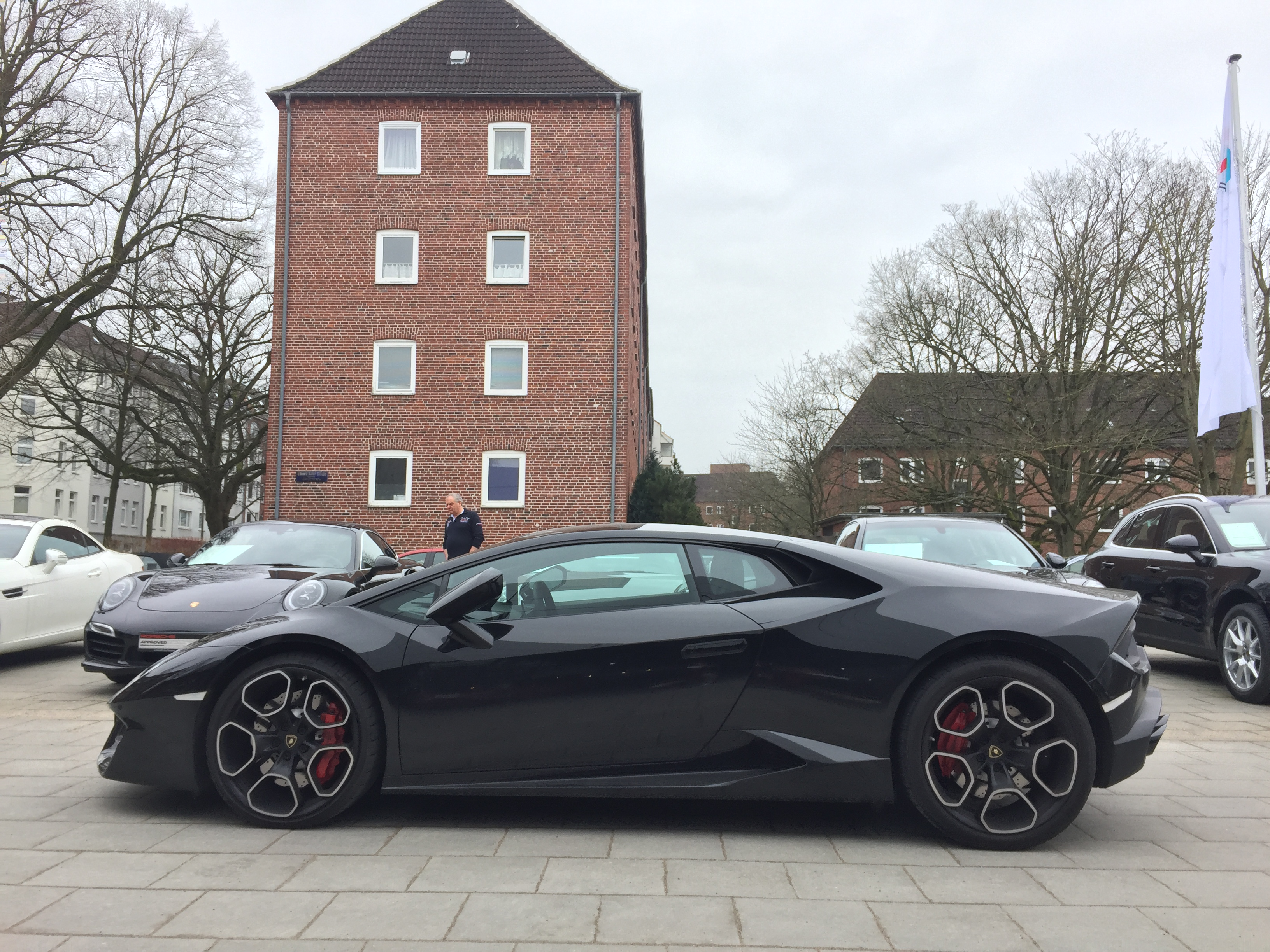
Seitenansicht des Huracán
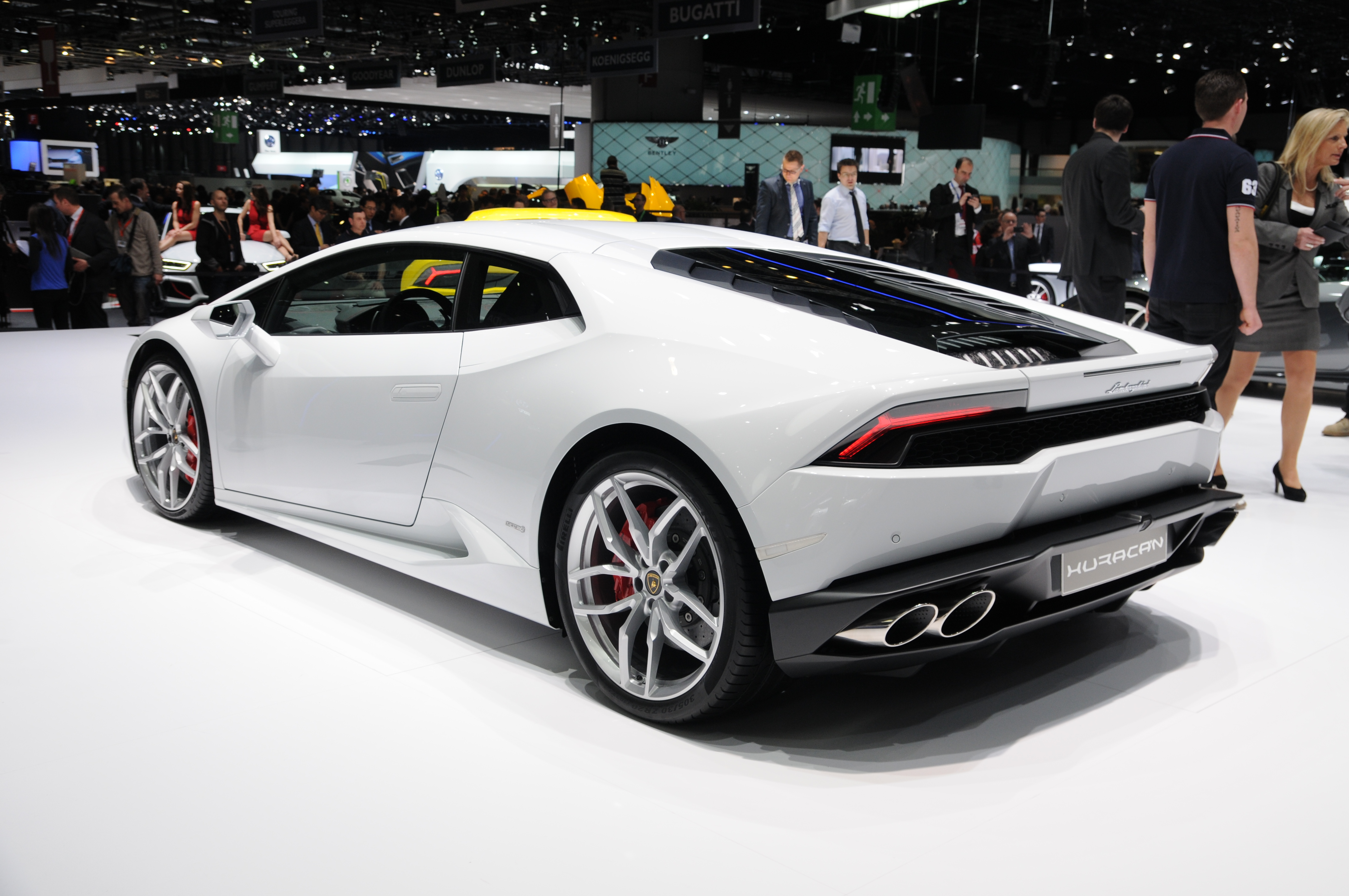
Heckansicht
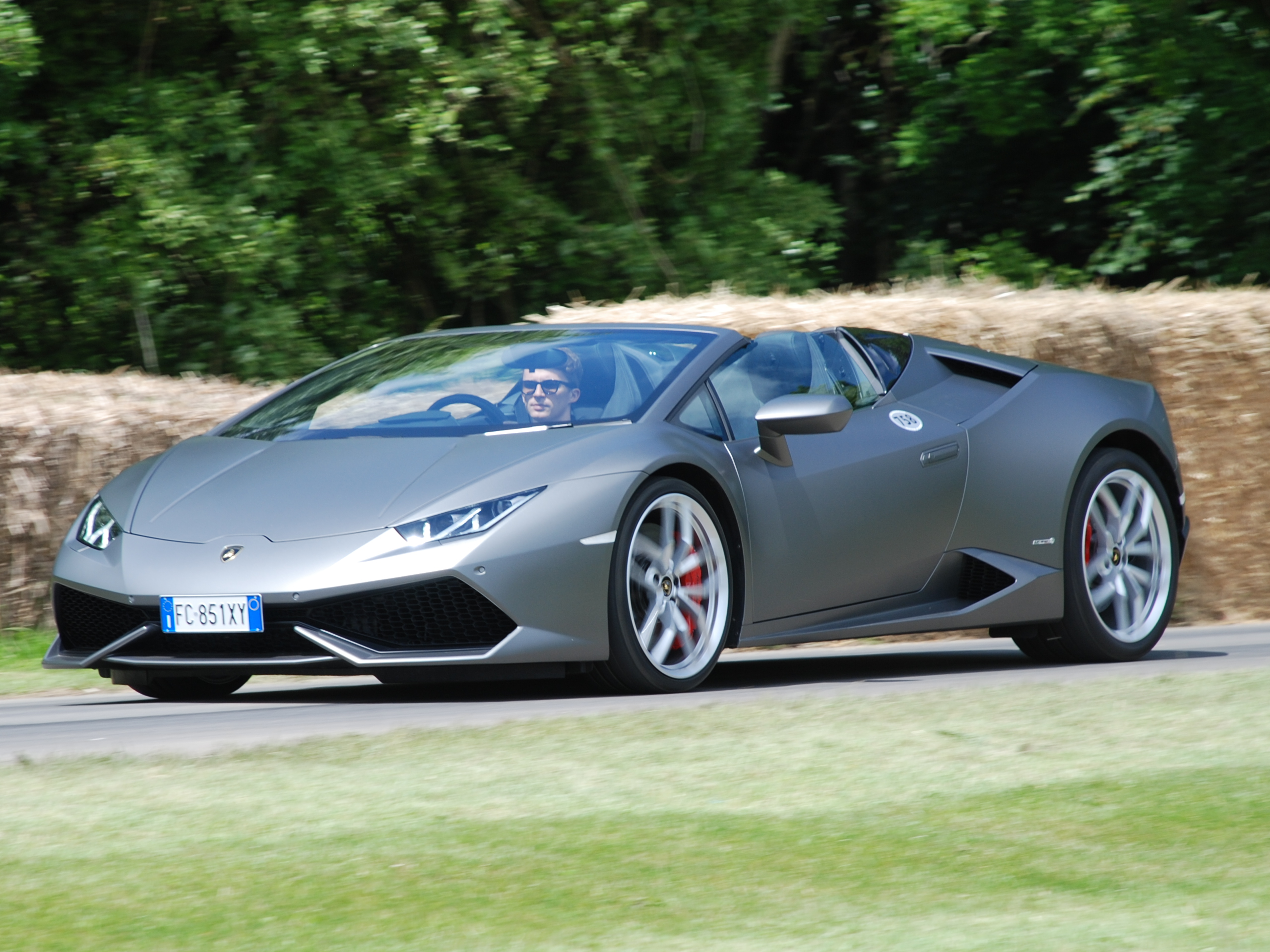
Lamborghini Huracán Spyder (2016–2019)
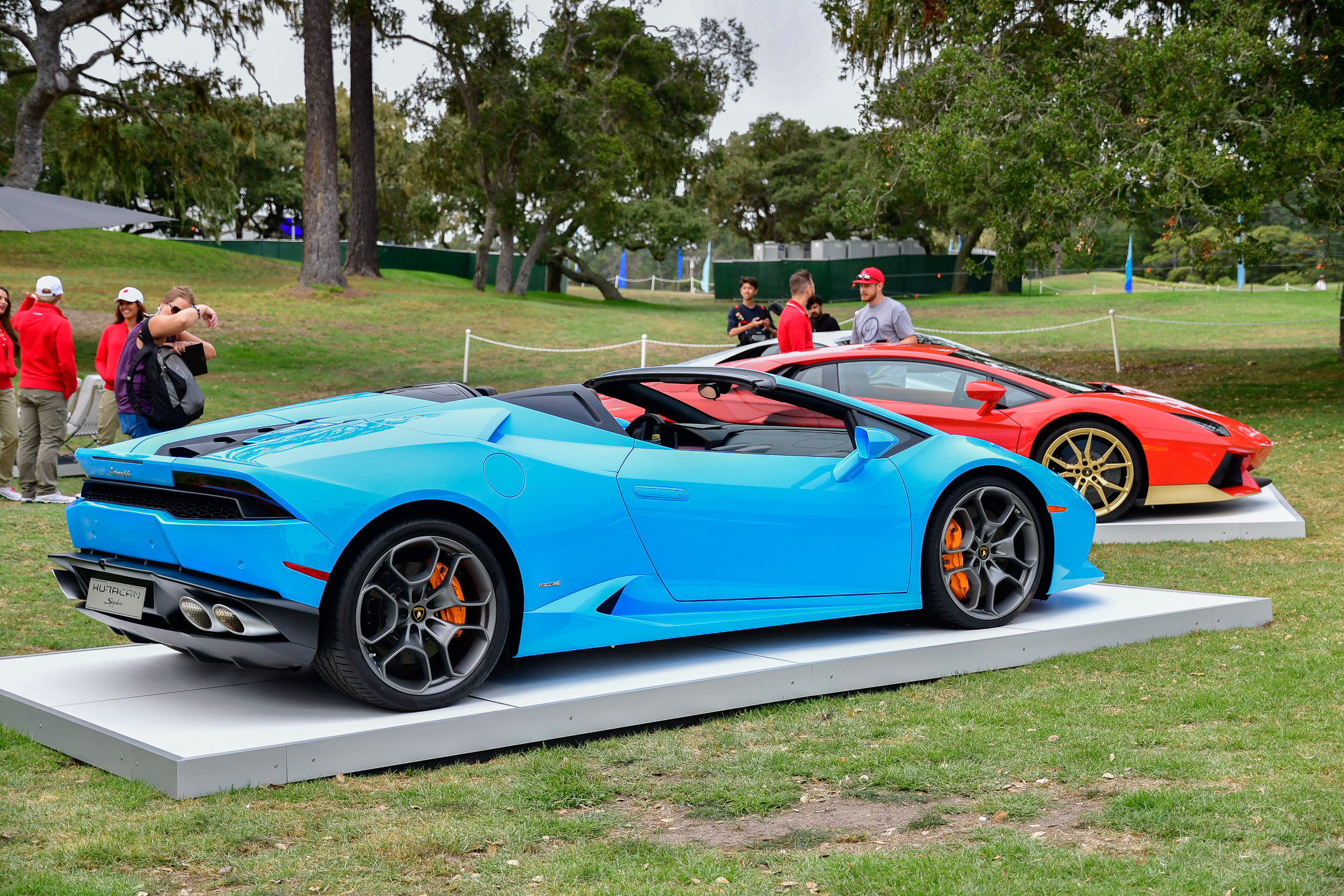
Heckansicht
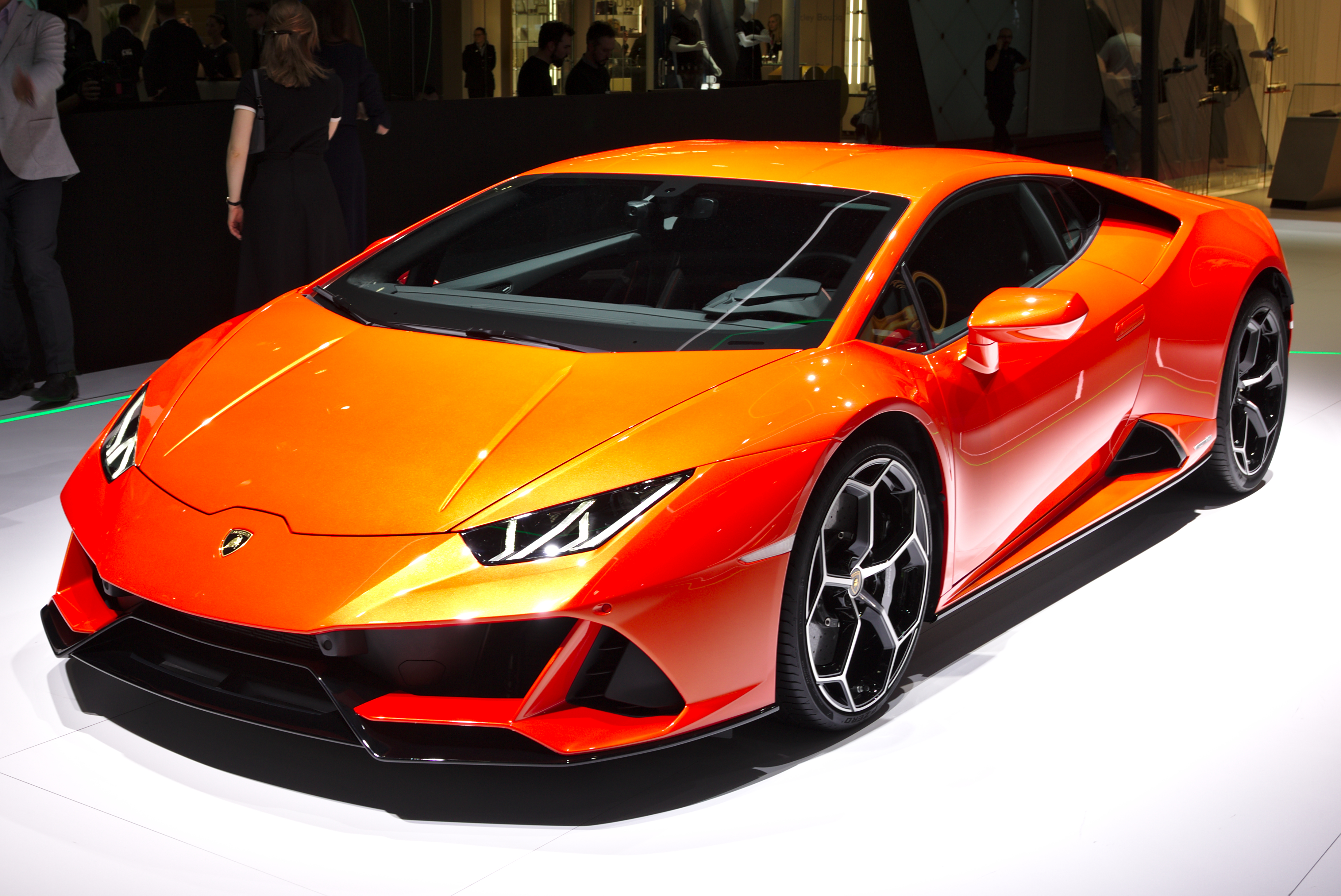
Lamborghini Huracán Evo (2019–2023)
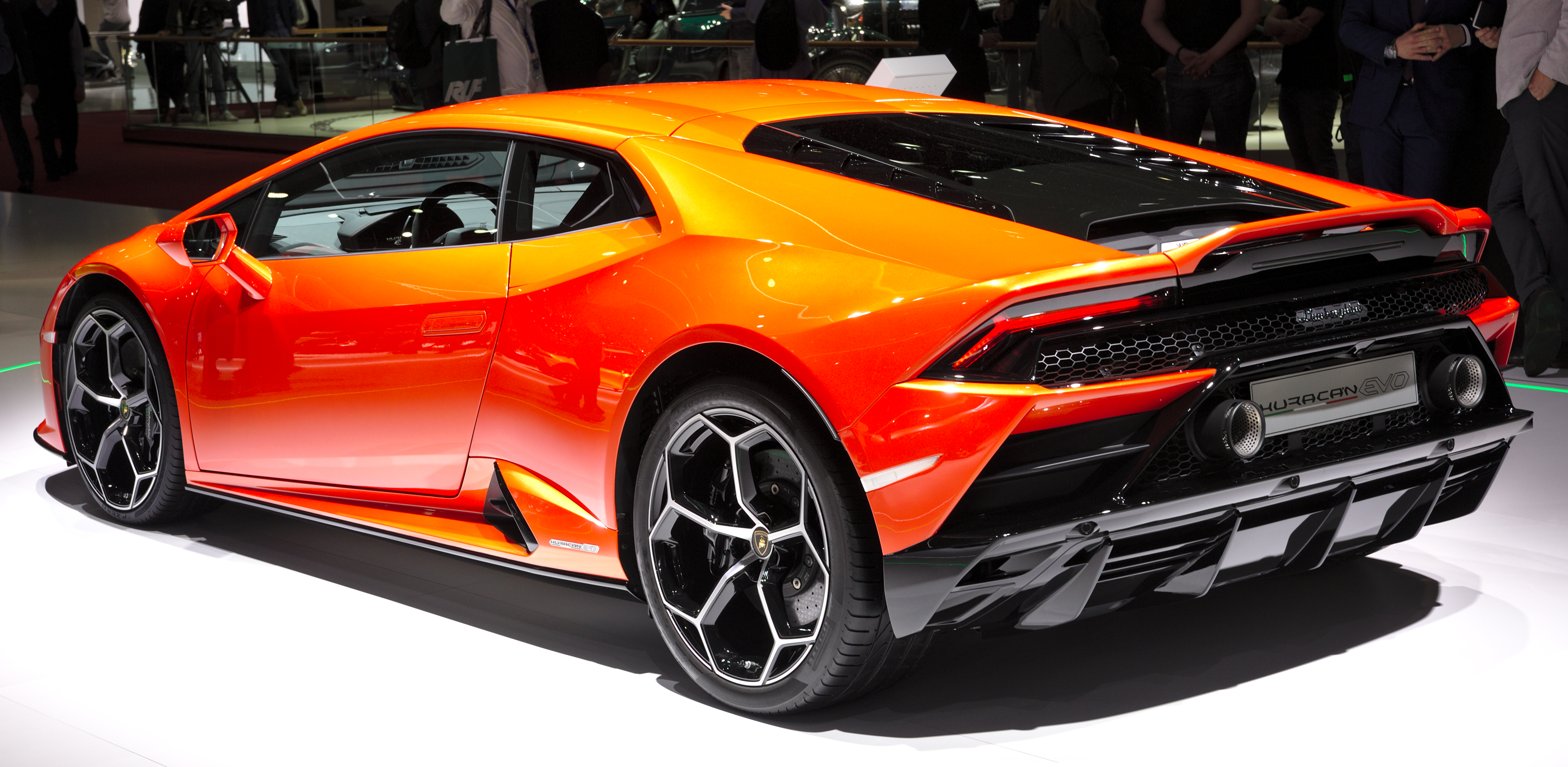
Heckansicht
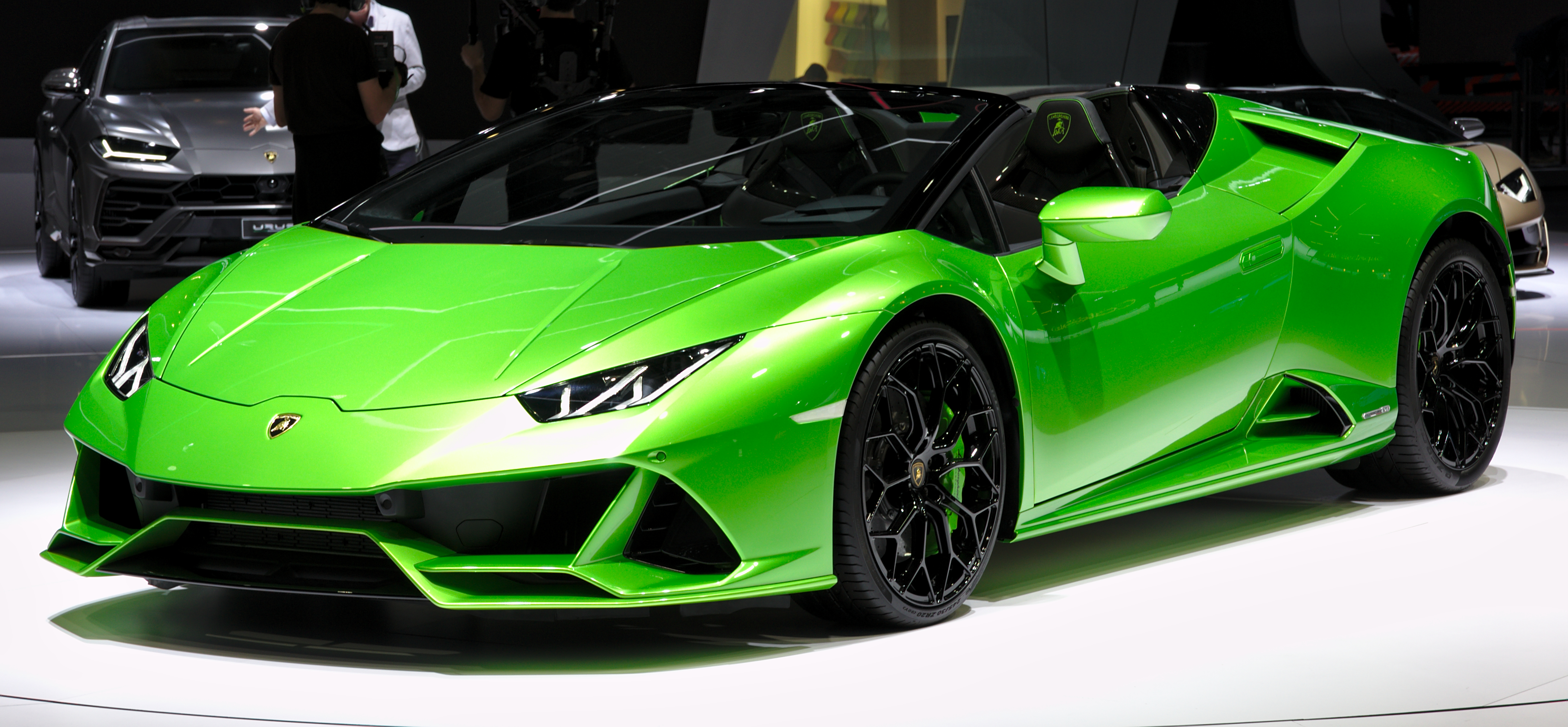
Lamborghini Huracán Evo Spyder (2019–2024)
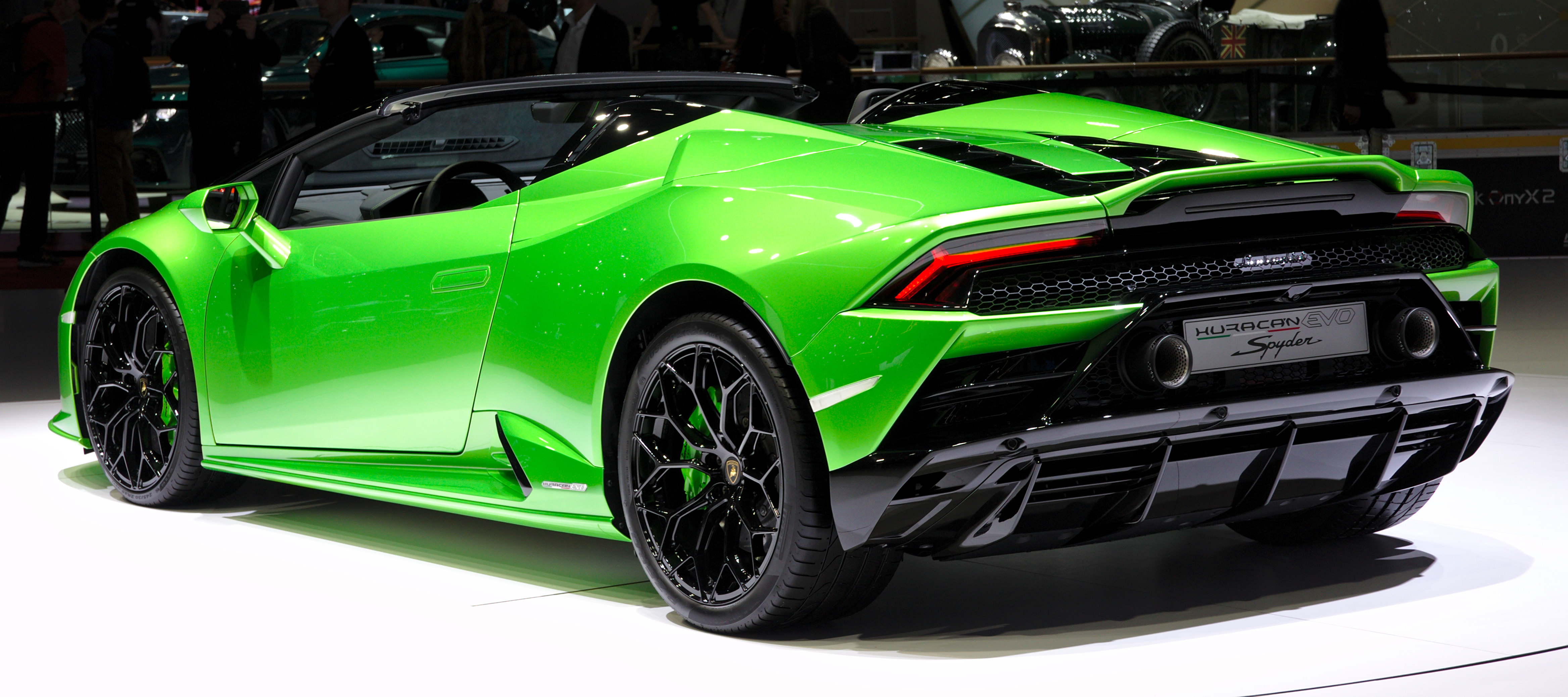
Heckansicht
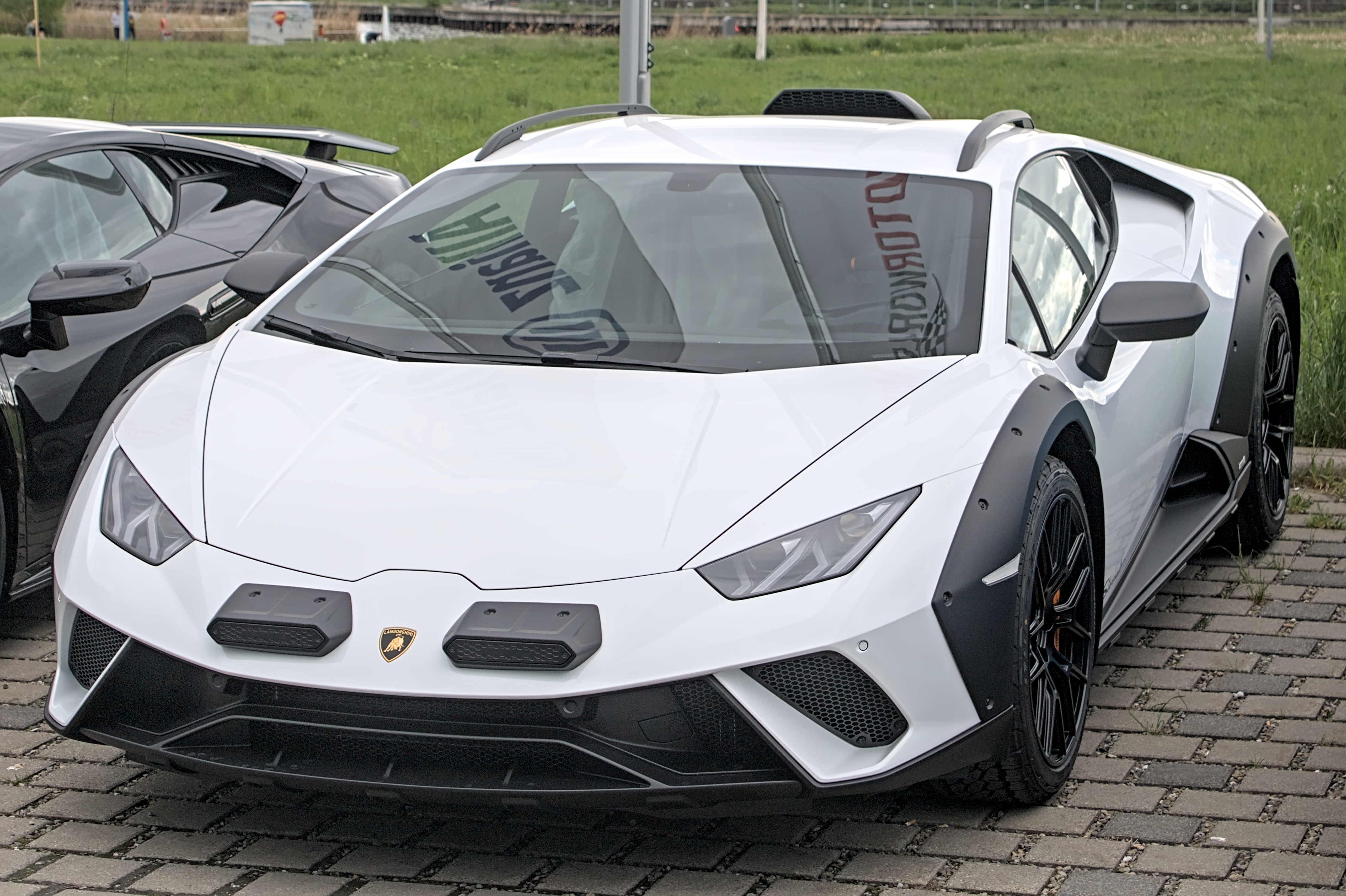
Lamborghini Huracán Sterrato (2023–2024)
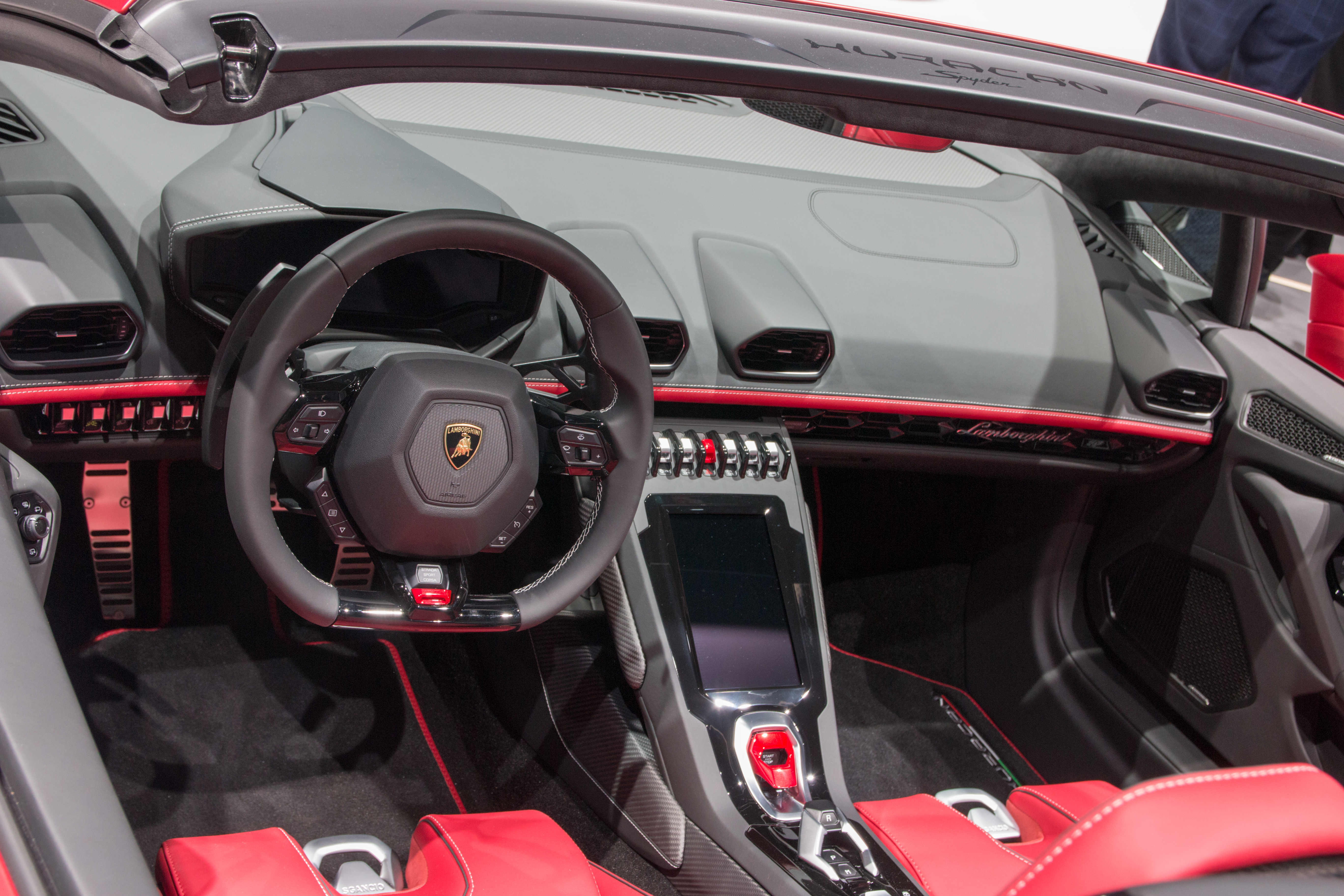
Innenraum

## BildergaleriePerformante

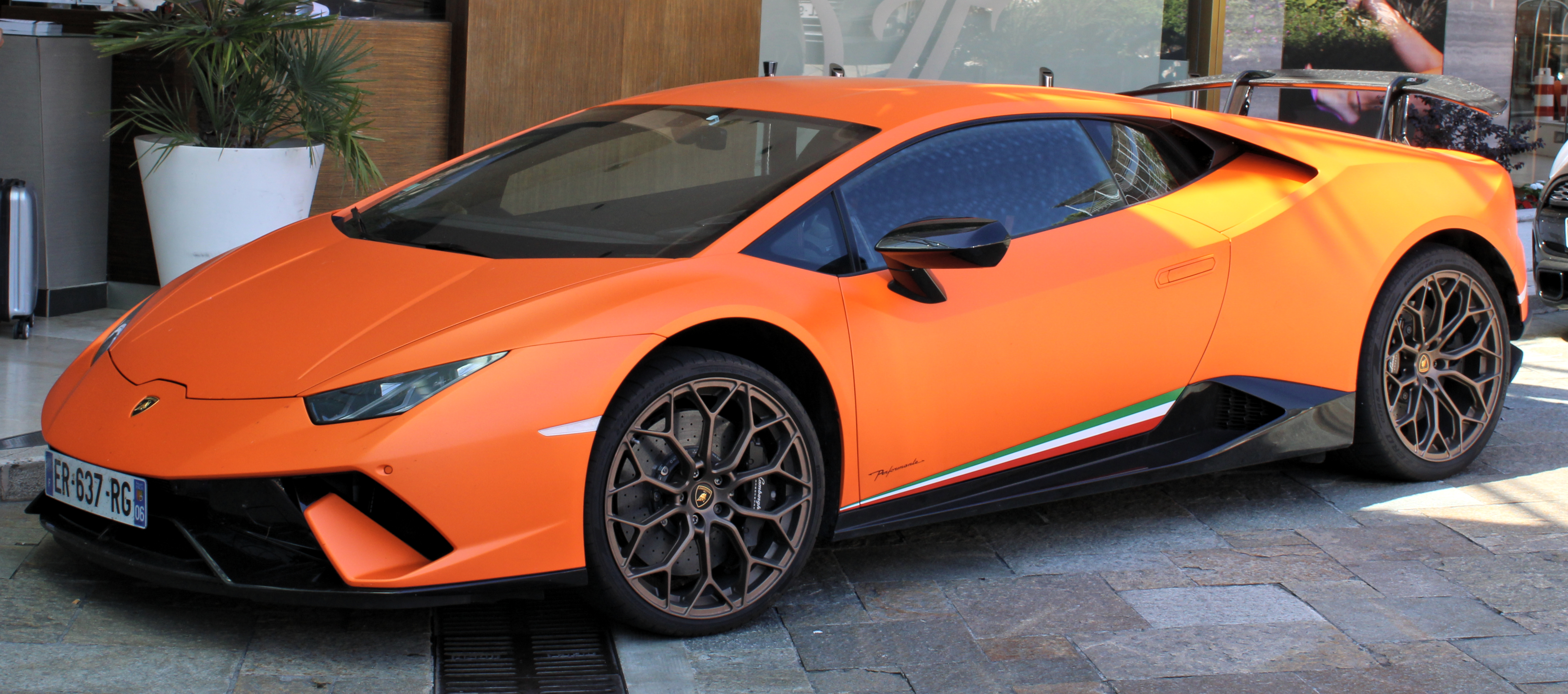
Lamborghini Huracán Performante (2017–2019)
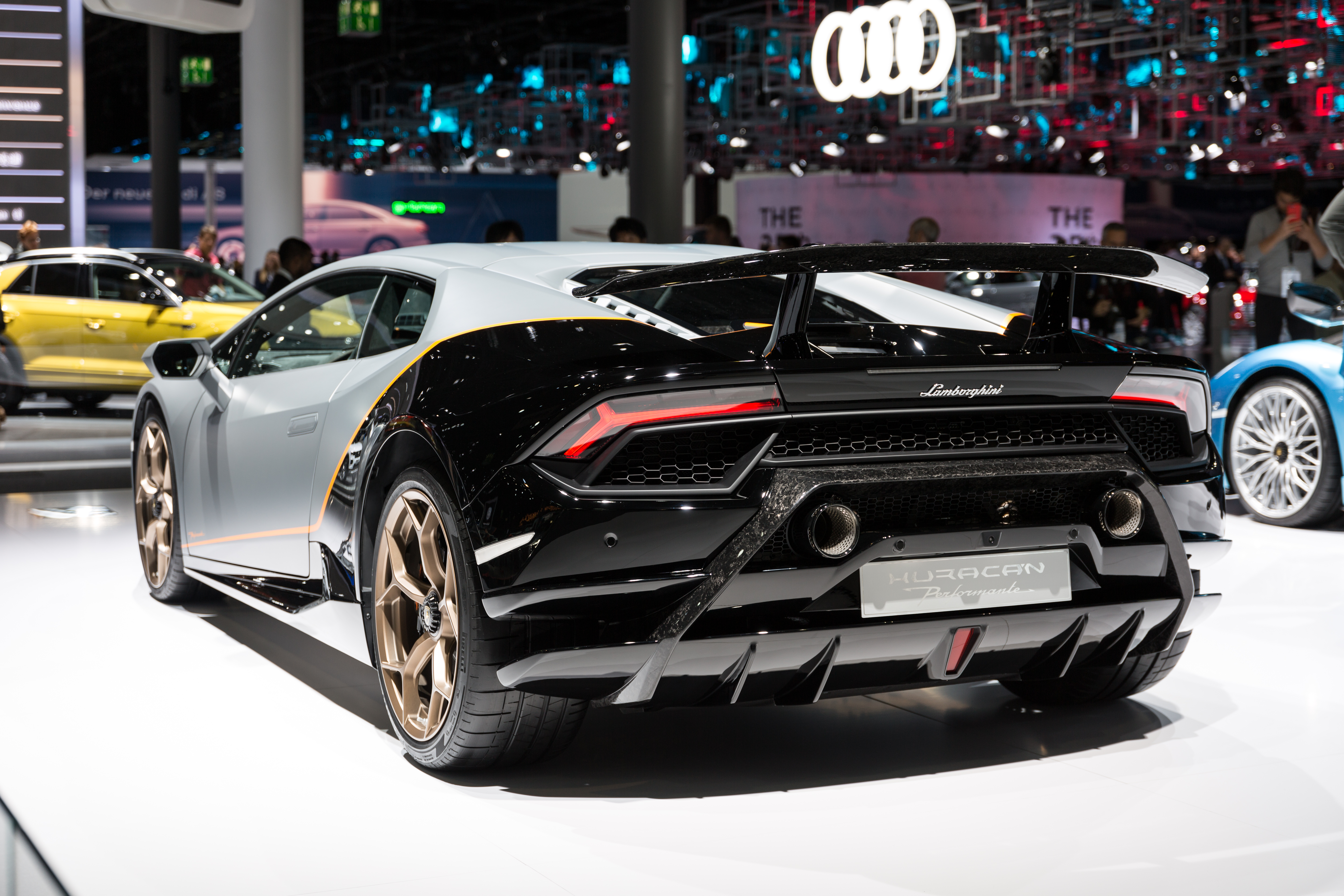
Heckansicht
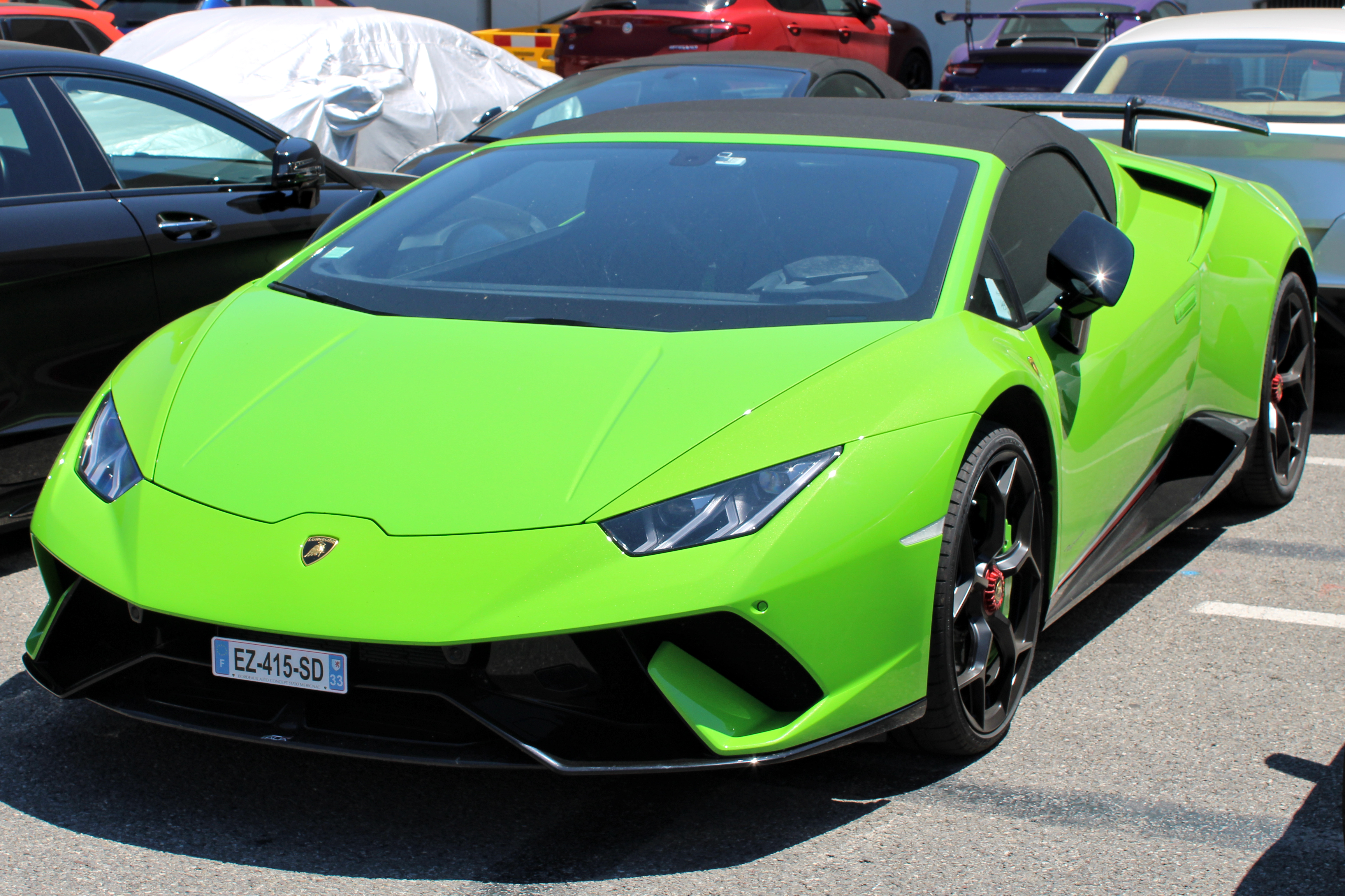
Lamborghini Huracán Spyder Performante (2018–2019)
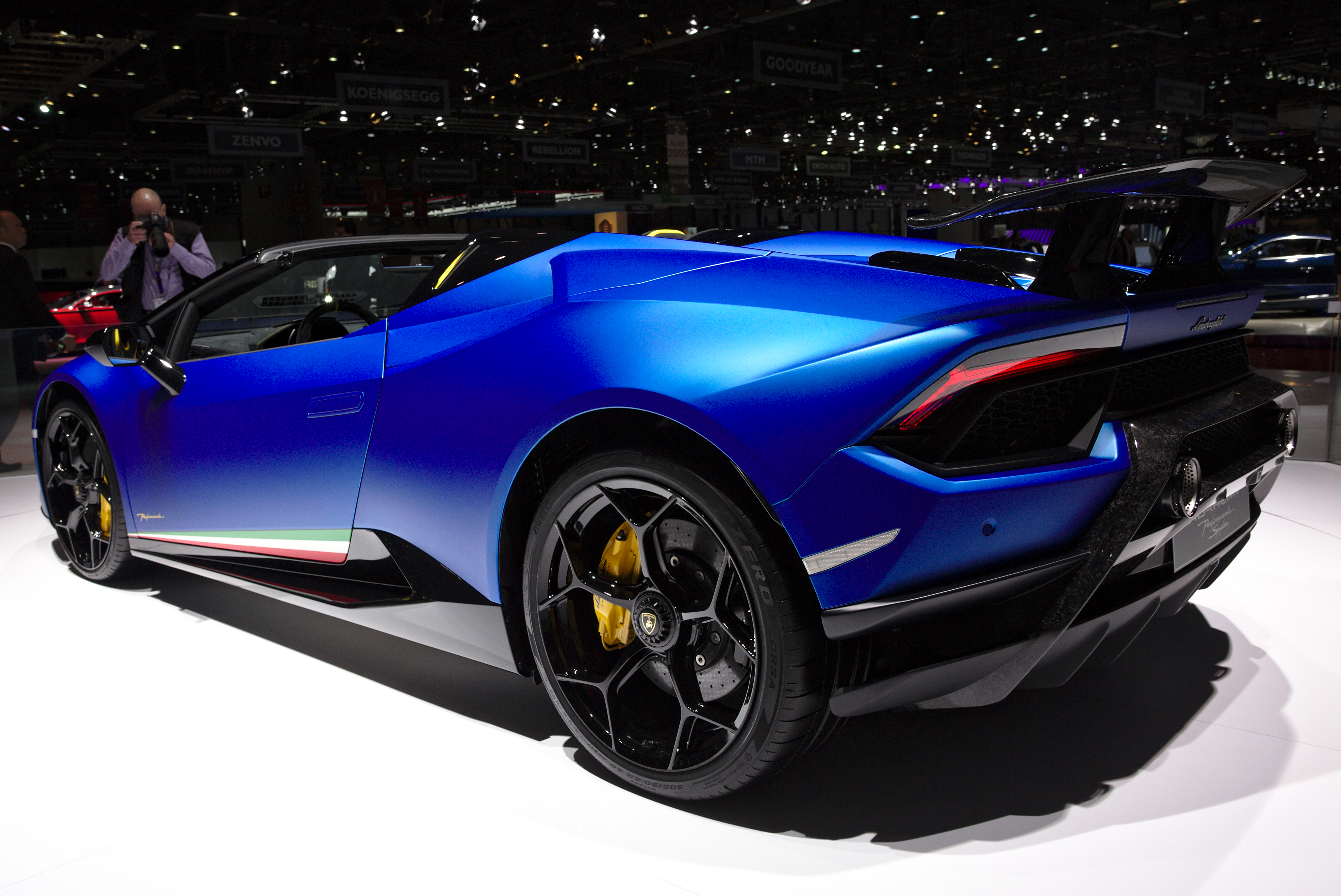
Heckansicht

## BildergalerieSTOundTecnica

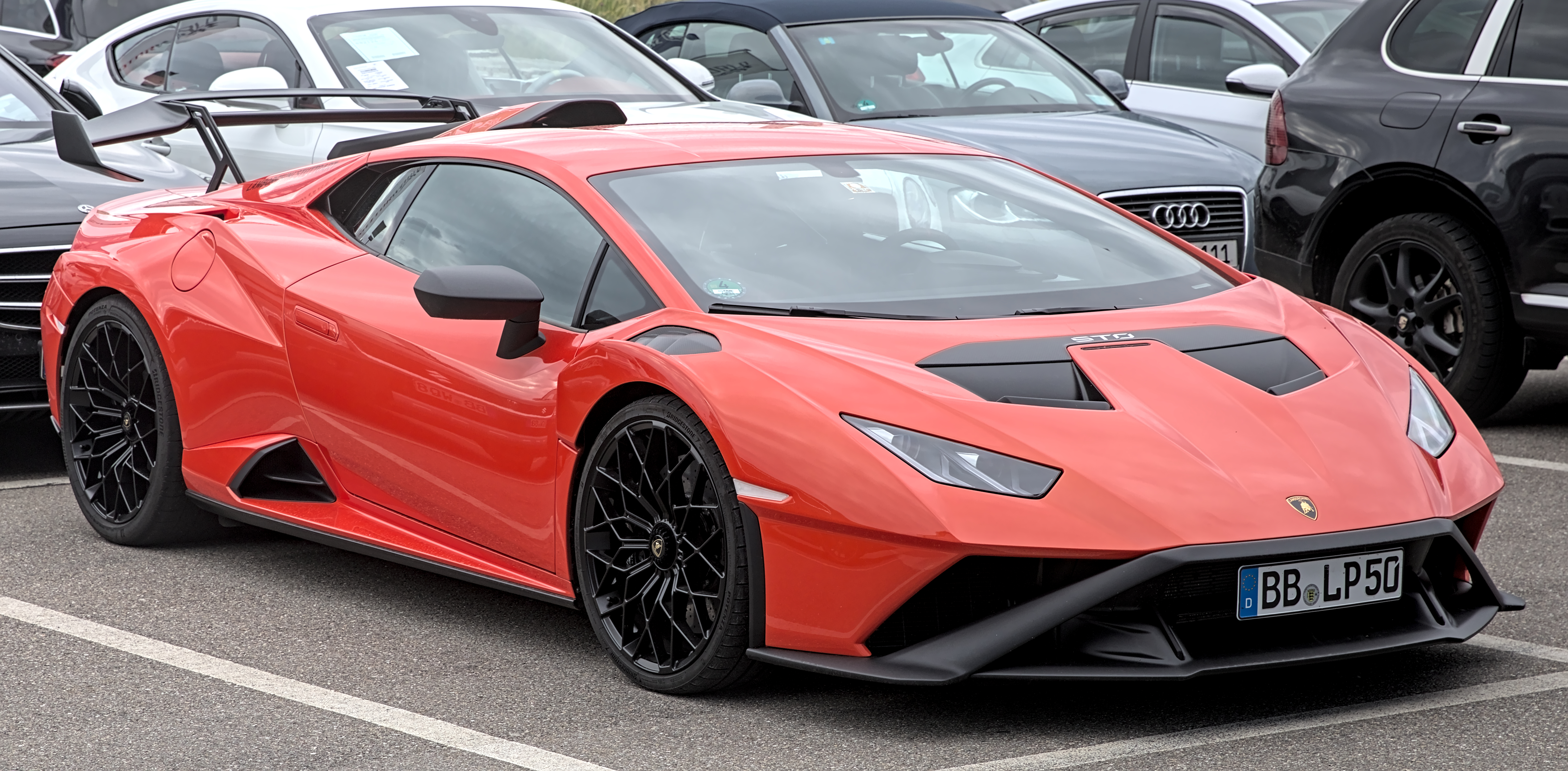
Lamborghini Huracán STO (2021–2024)
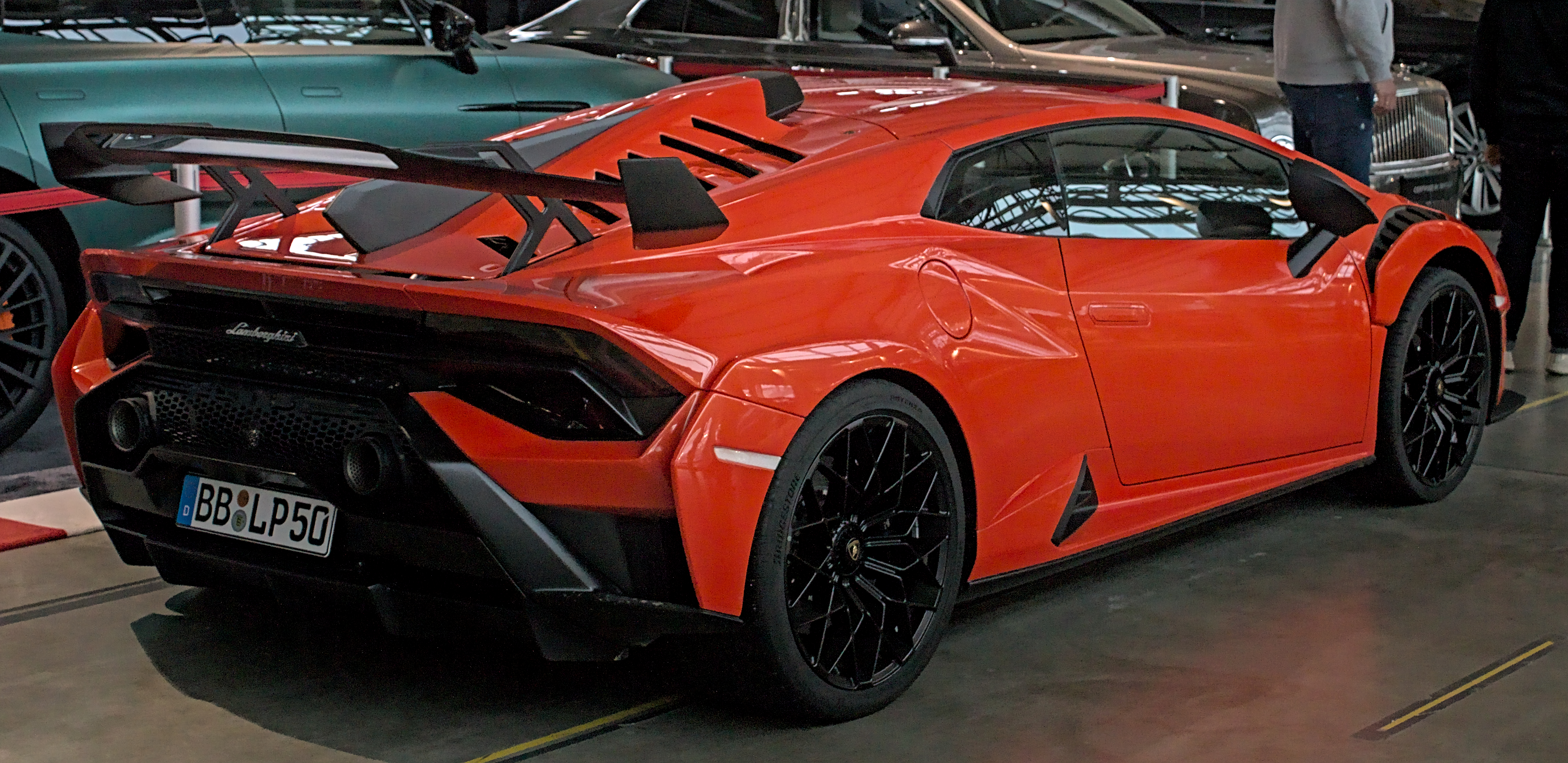
Heckansicht
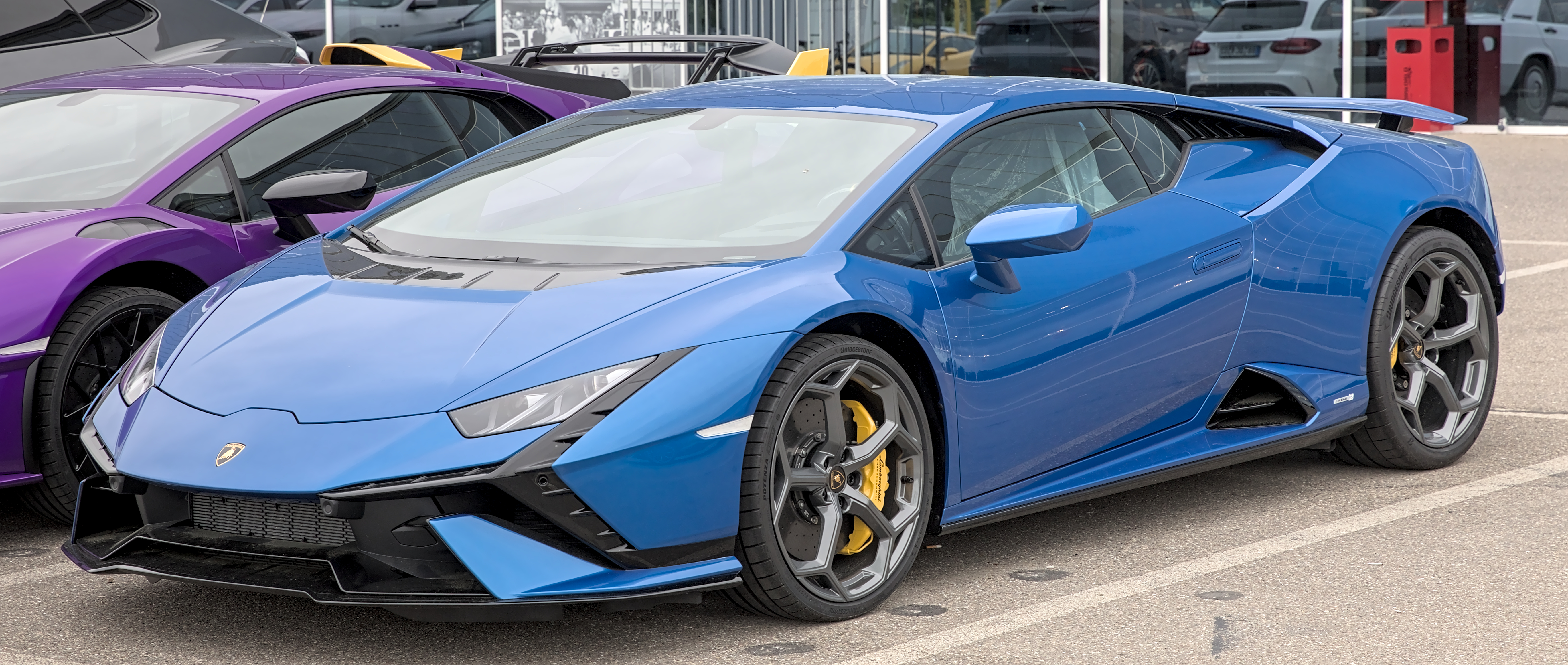
Lamborghini Huracán Tecnica (2022–2024)
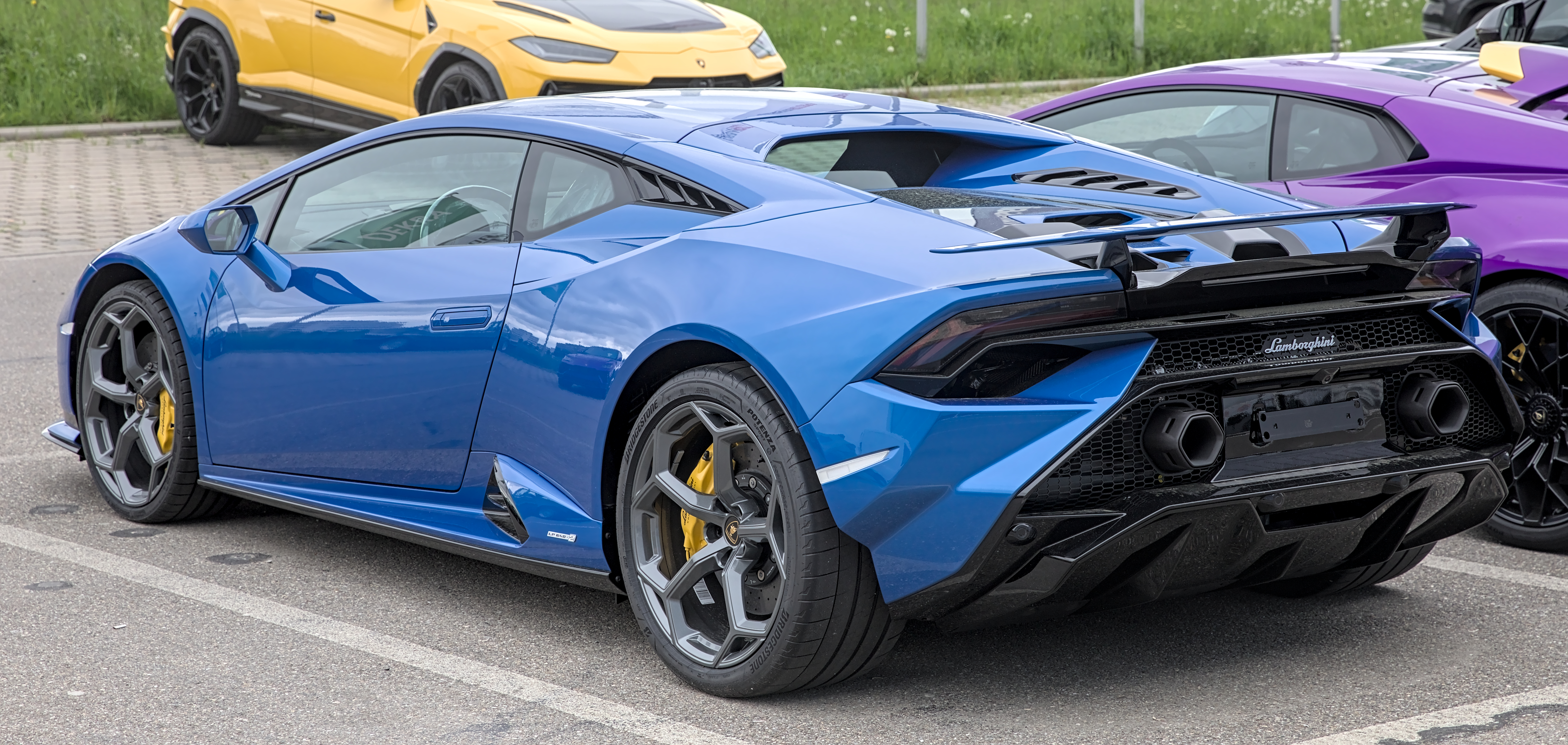
Heckansicht

## Interieur
Das Kombiinstrument ist als 12,3-Zoll-TFT-Farbdisplay ausgeführt, das über eine Bildauflösung von 1440 × 540 Pixel verfügt. Das Display basiert auf dem Audi virtual cockpit, das zuerst im Huracán eingesetzt wurde und kurze Zeit später auch im Audi TT 8S erschien. Es gibt einen Großteil der für den Fahrer wichtigen Fahrzeuginformationen wieder und übernimmt die dreidimensionale Kartendarstellung des Navigationssystems (Lamborghini Infotainment System = LIS, eine an Lamborghini angepasste Version von Audi MMI). LIS benutzt einen Tegra-3-Prozessor von Nvidia. In einem schmalen Display in der Mittelkonsole werden Motoröldruck, -temperatur und die Batteriespannung angezeigt. Die Sportsitze, die vom Käufer individuell konfiguriert werden können, sind mit Nappaleder und Alcantara bezogen.

## Technik

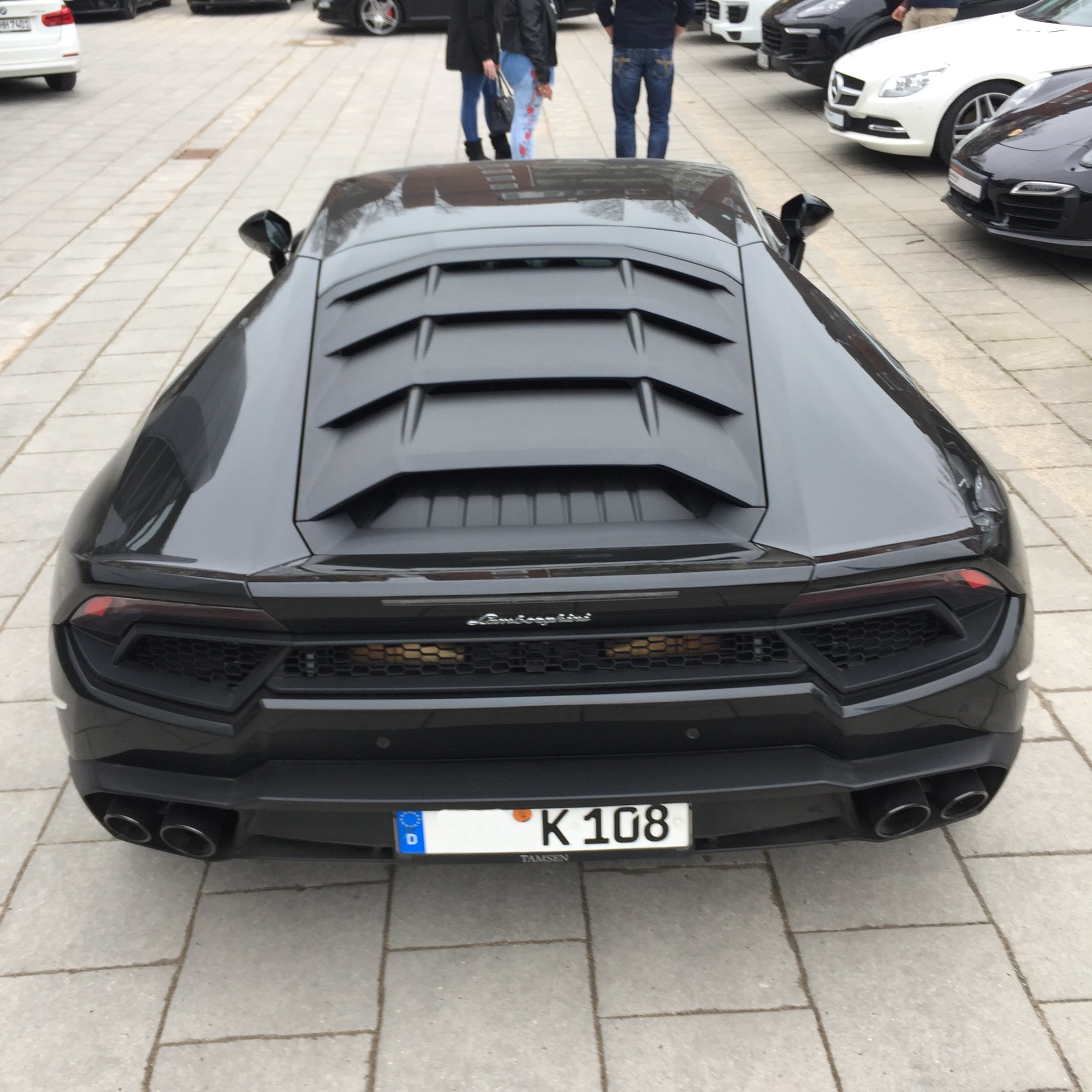
Motorhaube des Huracán

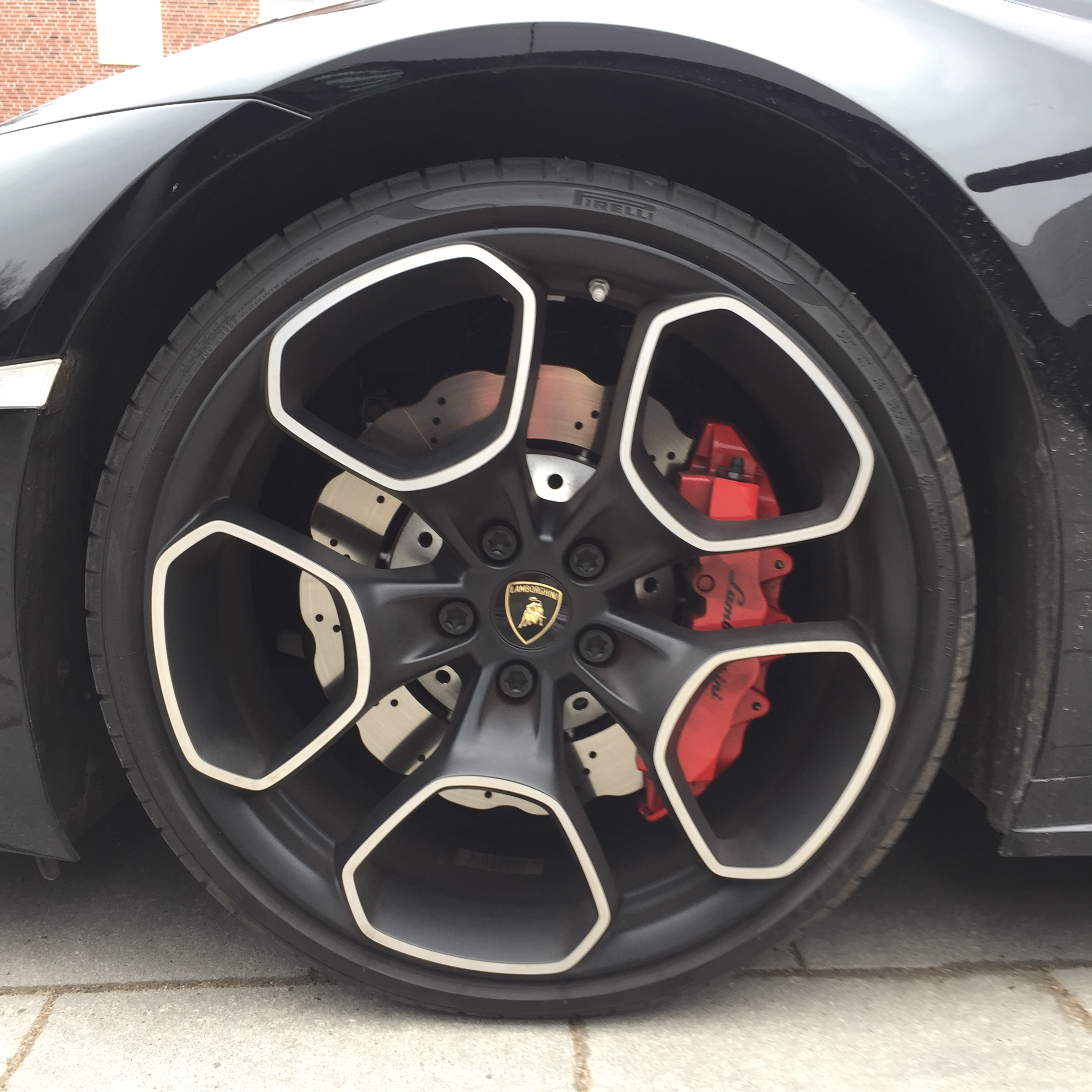
Rad und Bremsanlage des Huracán

Das Hybrid-Fahrgestell des Lamborghini Huracán besteht aus einer Struktur aus kohlenstofffaserverstärktem Kunststoff „Carbon“ und Aluminiumelementen – es wurde im Werk der Konzernmutter Audi in Heilbronn bei Audi Sport vorgefertigt und kam dann zur Endmontage nach Sant’Agata Bolognese. Mit einem Trockengewicht von 1422 kg erreicht das Fahrzeug ein Leistungsgewicht von 3,17 kg/kW (2,33 kg/PS). Der V10-Motor mit 5,2 Litern Hubraum wie im Vorgänger Gallardo entwickelt maximal 448 kW (610 PS) bei 8250/min und ein Drehmoment von 560 Nm bei 6500/min. Das Direkteinspritzsystem (IDS = Iniezione Diretta Stratificata) erreicht – im Übrigen als weltweit erster V10-Motor überhaupt – zusammen mit der Saugrohreinspritzung (MPI) die vorgegebenen Leistungs- und Drehmomentwerte bei Verbrauchs- und Emissionswerten, die den von der Euro-6-Norm festgelegten Standards entsprechen. Die Höchstgeschwindigkeit beträgt 325 km/h, während die Beschleunigung von 0 auf 100 km/h in 3,2 Sekunden und von 0 auf 200 km/h in 9,9 Sekunden erfolgt.
Die Leistung des V10 wird über das mit dem elektronisch gesteuerten Allradantrieb verbundene Lamborghini-Doppelkupplungsgetriebe (LDF = Lamborghini Doppia Frizione) auf die Räder übertragen. Am Huracán können mittels eines Wahlschalters am Lenkrad (ANIMA = Adaptive Network Intelligent Management) verschiedene Fahrmodi aufgerufen werden, wobei drei Einstellungen verfügbar sind: STRADA, SPORT und CORSA. Die verschiedenen Einstellungen beeinflussen den Ablauf verschiedener Systeme wie die Reaktionen von Motor und Getriebe, den Fahrzeugsound, den Allradantrieb und die elektronische Stabilitätskontrolle. Für den Huracán sind optional Carbon-Keramik-Bremsen verfügbar. Weiter sind eine Lenkung mit variabler Empfindlichkeit (LDS = Lamborghini Dynamic Steering) und die Aufhängungen mit magnetorheologischen Stoßdämpfern als Sonderausstattung erhältlich.
Als weltweit erstes Serienauto verfügt es über ein Trägheitsnavigationssystem (LPI = Lamborghini Piattaforma Inerziale), inklusive je drei Beschleunigungssensoren und Kreiselinstrumenten, das mit ANIMA über einen schnellen FlexRay-Bus verbunden ist.

## Technische Daten
|                              | Huracán LP580-2 RWD Coupé               | Huracán LP580-2 RWD Spyder              | Huracán Evo RWD Coupé                   | Huracán Evo RWD Spyder                  | Huracán STO Coupé                       | Huracán Tecnica Coupé                   | Huracán LP610-4 Coupé                                                         | Huracán LP610-4 Spyder                                                        | Huracán Sterrato                                                              | Huracán EVO Coupé                                                             | Huracán EVO Spyder                                                            | Huracán Performante                                                           | Huracán Performante Spyder                                                    |
| ---------------------------- | --------------------------------------- | --------------------------------------- | --------------------------------------- | --------------------------------------- | --------------------------------------- | --------------------------------------- | ----------------------------------------------------------------------------- | ----------------------------------------------------------------------------- | ----------------------------------------------------------------------------- | ----------------------------------------------------------------------------- | ----------------------------------------------------------------------------- | ----------------------------------------------------------------------------- | ----------------------------------------------------------------------------- |
| Bauzeit                      | 12/2015–01/2020                         | 01/2017–01/2020                         | 01/2020–05/2023                         | 05/2020–05/2023                         | 02/2021–08/2024                         | 04/2022–08/2024                         | 04/2014–01/2019                                                               | 01/2016–07/2019                                                               | 02/2023–08/2024                                                               | 01/2019–05/2023                                                               | 03/2019–08/2024                                                               | 08/2017–07/2019                                                               | 09/2018–07/2019                                                               |
| Motor                        | V-10, 90°, duale Einspritzung IDS + MPI | V-10, 90°, duale Einspritzung IDS + MPI | V-10, 90°, duale Einspritzung IDS + MPI | V-10, 90°, duale Einspritzung IDS + MPI | V-10, 90°, duale Einspritzung IDS + MPI | V-10, 90°, duale Einspritzung IDS + MPI | V-10, 90°, duale Einspritzung IDS + MPI                                       | V-10, 90°, duale Einspritzung IDS + MPI                                       | V-10, 90°, duale Einspritzung IDS + MPI                                       | V-10, 90°, duale Einspritzung IDS + MPI                                       | V-10, 90°, duale Einspritzung IDS + MPI                                       | V-10, 90°, duale Einspritzung IDS + MPI                                       | V-10, 90°, duale Einspritzung IDS + MPI                                       |
| Bohrung × Hub (mm)           | 84,5 × 92,8                             | 84,5 × 92,8                             | 84,5 × 92,8                             | 84,5 × 92,8                             | 84,5 × 92,8                             | 84,5 × 92,8                             | 84,5 × 92,8                                                                   | 84,5 × 92,8                                                                   | 84,5 × 92,8                                                                   | 84,5 × 92,8                                                                   | 84,5 × 92,8                                                                   | 84,5 × 92,8                                                                   | 84,5 × 92,8                                                                   |
| Hubraum (cm³)                | 5204                                    | 5204                                    | 5204                                    | 5204                                    | 5204                                    | 5204                                    | 5204                                                                          | 5204                                                                          | 5204                                                                          | 5204                                                                          | 5204                                                                          | 5204                                                                          | 5204                                                                          |
| Leistung kW (PS) bei min−1   | 427 (580) bei 8000                      | 427 (580) bei 8000                      | 449 (610) bei 8000                      | 449 (610) bei 8000                      | 470 (640) bei 8000                      | 470 (640) bei 8000                      | 449 (610) bei 8250                                                            | 449 (610) bei 8250                                                            | 449 (610) bei 8000                                                            | 470 (640) bei 8000                                                            | 470 (640) bei 8000                                                            | 470 (640) bei 8000                                                            | 470 (640) bei 8000                                                            |
| Drehmoment Nm bei min−1      | 540 bei 6500                            | 540 bei 6500                            | 560 bei 6500                            | 560 bei 6500                            | 565 bei 6500                            | 565 bei 6500                            | 560 bei 6500                                                                  | 560 bei 6500                                                                  | 560 bei 6500                                                                  | 600 bei 6500                                                                  | 600 bei 6500                                                                  | 600 bei 6500                                                                  | 600 bei 6500                                                                  |
| Verdichtungsverhältnis       | 12,7:1                                  | 12,7:1                                  | 12,7:1                                  | 12,7:1                                  | 12,7:1                                  | 12,7:1                                  | 12,7:1                                                                        | 12,7:1                                                                        | 12,7:1                                                                        | 12,7:1                                                                        | 12,7:1                                                                        | 12,7:1                                                                        | 12,7:1                                                                        |
| Antrieb                      | Hinterradantrieb                        | Hinterradantrieb                        | Hinterradantrieb                        | Hinterradantrieb                        | Hinterradantrieb                        | Hinterradantrieb                        | Allradantrieb mit hydraulischer Lamellenkupplung                              | Allradantrieb mit hydraulischer Lamellenkupplung                              | Allradantrieb mit hydraulischer Lamellenkupplung                              | Allradantrieb mit hydraulischer Lamellenkupplung                              | Allradantrieb mit hydraulischer Lamellenkupplung                              | Allradantrieb mit hydraulischer Lamellenkupplung                              | Allradantrieb mit hydraulischer Lamellenkupplung                              |
| Getriebe                     | 7-Gang-Doppelkupplungsgetriebe          | 7-Gang-Doppelkupplungsgetriebe          | 7-Gang-Doppelkupplungsgetriebe          | 7-Gang-Doppelkupplungsgetriebe          | 7-Gang-Doppelkupplungsgetriebe          | 7-Gang-Doppelkupplungsgetriebe          | 7-Gang-Doppelkupplungsgetriebe                                                | 7-Gang-Doppelkupplungsgetriebe                                                | 7-Gang-Doppelkupplungsgetriebe                                                | 7-Gang-Doppelkupplungsgetriebe                                                | 7-Gang-Doppelkupplungsgetriebe                                                | 7-Gang-Doppelkupplungsgetriebe                                                | 7-Gang-Doppelkupplungsgetriebe                                                |
| Bremsen v/h (mm)             | Achtkolben-Bremssättel                  | Achtkolben-Bremssättel                  | Achtkolben-Bremssättel                  | Achtkolben-Bremssättel                  |                                         |                                         | Sechskolben-Bremssättel, Verbundbremsscheiben 380 x 38, innenbelüftet/gelocht | Sechskolben-Bremssättel, Verbundbremsscheiben 380 x 38, innenbelüftet/gelocht | Sechskolben-Bremssättel, Verbundbremsscheiben 380 x 38, innenbelüftet/gelocht | Sechskolben-Bremssättel, Verbundbremsscheiben 380 x 38, innenbelüftet/gelocht | Sechskolben-Bremssättel, Verbundbremsscheiben 380 x 38, innenbelüftet/gelocht | Sechskolben-Bremssättel, Verbundbremsscheiben 380 x 38, innenbelüftet/gelocht | Sechskolben-Bremssättel, Verbundbremsscheiben 380 x 38, innenbelüftet/gelocht |
| Bremsen v/h (mm)             | Vierkolben-Bremssättel                  | Vierkolben-Bremssättel                  | Vierkolben-Bremssättel                  | Vierkolben-Bremssättel                  |                                         |                                         | Vierkolben-Bremssättel, Verbundbremsscheiben 356 x 32, innenbelüftet/gelocht  | Vierkolben-Bremssättel, Verbundbremsscheiben 356 x 32, innenbelüftet/gelocht  | Vierkolben-Bremssättel, Verbundbremsscheiben 356 x 32, innenbelüftet/gelocht  | Vierkolben-Bremssättel, Verbundbremsscheiben 356 x 32, innenbelüftet/gelocht  | Vierkolben-Bremssättel, Verbundbremsscheiben 356 x 32, innenbelüftet/gelocht  | Vierkolben-Bremssättel, Verbundbremsscheiben 356 x 32, innenbelüftet/gelocht  | Vierkolben-Bremssättel, Verbundbremsscheiben 356 x 32, innenbelüftet/gelocht  |
| Felgen v/h                   | 8,5 J × 19                              | 8,5 J × 19                              | 8,5 J × 19                              | 8,5 J × 19                              | 8,5 J × 20                              | 8,5 J × 20                              | 8,5 J × 20                                                                    | 8,5 J × 20                                                                    | 8,5 J × 19                                                                    | 8,5 J × 20                                                                    | 8,5 J × 20                                                                    | 8,5 J × 20                                                                    | 8,5 J × 20                                                                    |
| Felgen v/h                   | 11 J × 19                               | 11 J × 19                               | 11 J × 19                               | 11 J × 19                               | 11 J × 20                               | 11 J × 20                               | 11 J × 20                                                                     | 11 J × 20                                                                     | 11 J × 19                                                                     | 11 J × 20                                                                     | 11 J × 20                                                                     | 11 J × 20                                                                     | 11 J × 20                                                                     |
| Reifen v/h                   | 245/35 ZR19                             | 245/35 ZR19                             | 245/35 ZR19                             | 245/35 ZR19                             | 245/30 ZR20 (90Y)                       | 245/30 ZR20 (90Y)                       | 245/30 ZR20 (90Y)                                                             | 245/30 ZR20 (90Y)                                                             | 235/40 ZR19                                                                   | 245/30 ZR20 (90Y)                                                             | 245/30 ZR20 (90Y)                                                             | 245/30 ZR20 (90Y)                                                             | 245/30 ZR20 (90Y)                                                             |
| Reifen v/h                   | 305/35 ZR19                             | 305/35 ZR19                             | 305/35 ZR19                             | 305/35 ZR19                             | 305/30 ZR20 (103Y)                      | 305/30 ZR20 (103Y)                      | 305/30 ZR20 (103Y)                                                            | 305/30 ZR20 (103Y)                                                            | 285/40 ZR19                                                                   | 305/30 ZR20 (103Y)                                                            | 305/30 ZR20 (103Y)                                                            | 305/30 ZR20 (103Y)                                                            | 305/30 ZR20 (103Y)                                                            |
| Beschleunigung, 0–100 km/h   | 3,4 s                                   | 3,6 s                                   | 3,3 s                                   | 3,5 s                                   | 3,0 s                                   | 3,2 s                                   | 3,2 s                                                                         | 3,4 s                                                                         | 3,4 s                                                                         | 2,9 s                                                                         | 3,1 s                                                                         | 2,9 s                                                                         | 3,1 s                                                                         |
| Beschleunigung, 0–200 km/h   | 10,1 s                                  | 10,4 s                                  | 9,3 s                                   | 9,6 s                                   | 9,0 s                                   | 9,1 s                                   | 9,9 s                                                                         | 10,2 s                                                                        | 9,8 s                                                                         | 9,0 s                                                                         | 9,3 s                                                                         | 8,9 s                                                                         | 9,3 s                                                                         |
| Höchstgeschwindigkeit (km/h) | 320                                     | 319                                     | 325                                     | 324                                     | 310                                     | 325                                     | 325                                                                           | 324                                                                           | 260                                                                           | 325                                                                           | 325                                                                           | 325                                                                           | 325                                                                           |
| Verbrauch (l/100 km)         | 11,9 l                                  | 12,1 l                                  | 13,8 l                                  | 13,9 l                                  | 14,0 l                                  |                                         | 12,5 l                                                                        | 12,3 l                                                                        |                                                                               | 13,9 l                                                                        | 14,2 l                                                                        | 13,7 l                                                                        | 14,0 l                                                                        |
| Leergewicht trocken (kg)     | 1389                                    | 1509                                    | 1389                                    | 1509                                    | 1339                                    | 1379                                    | 1422                                                                          | 1542                                                                          | 1470                                                                          | 1422                                                                          | 1542                                                                          | 1382                                                                          | 1507                                                                          |
| CO2-Ausstoß (g/km)           | 278                                     | 283                                     | 330                                     | 335                                     | 332                                     |                                         | 290                                                                           | 285                                                                           |                                                                               | 332                                                                           | 338                                                                           | 314                                                                           | 320                                                                           |
| Abgasnorm                    | Euro 6d-TEMP 1                          | Euro 6d-TEMP 1                          | Euro 6d-TEMP 1                          | Euro 6d-TEMP 1                          | Euro 6d                                 | Euro 6d                                 | Euro 6d-TEMP 1                                                                | Euro 6d-TEMP 1                                                                | Euro 6d                                                                       | Euro 6d-TEMP                                                                  | Euro 6d-TEMP                                                                  | Euro 6d-TEMP 1                                                                | Euro 6d-TEMP 1                                                                |

## Produktionszahlen Lamborghini Huracán
Gesamtproduktion Fahrzeuge von 2013 bis

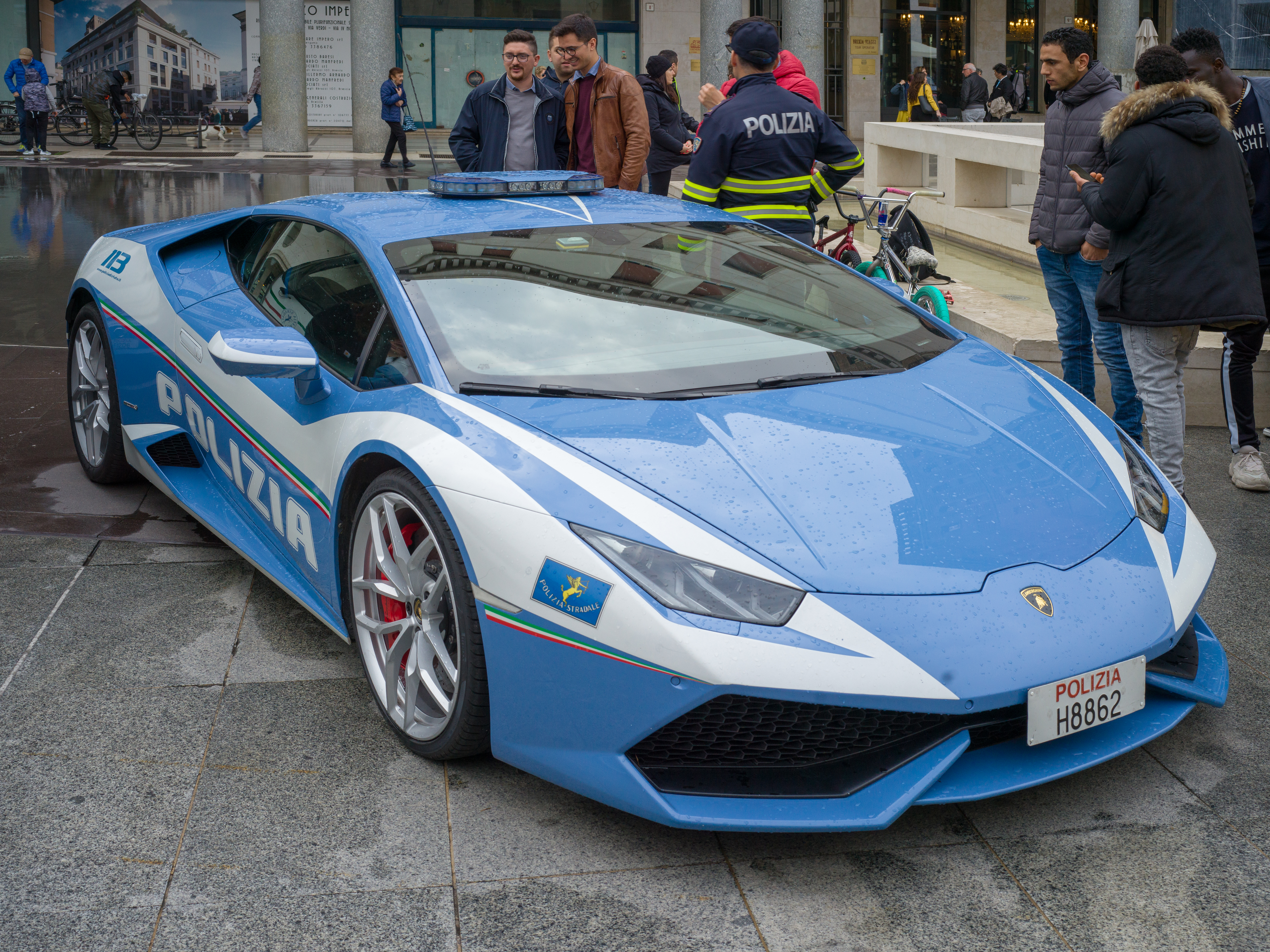
Lamborghini der italienischen Staatspolizei.

| Jahr   | 2013 | 2014  | 2015  | 2016  | 2017  | 2018  | 2019  | 2020  | 2021  | 2022 | Summe |
| ------ | ---- | ----- | ----- | ----- | ----- | ----- | ----- | ----- | ----- | ---- | ----- |
| Coupé  | 76   | 1.540 | 2.559 | 1.315 | 1.822 | 1.669 | 1.495 | 1.258 | 1.753 |      |       |
| Spyder |      |       | 69    | 1.104 | 827   | 1.121 | 931   | 752   | 682   |      |       |
| Summe  | 76   | 1.540 | 2.628 | 2.419 | 2.649 | 2.790 | 2.426 | 2.010 | 2.435 |      |       |

## Lamborghini Huracán Avio

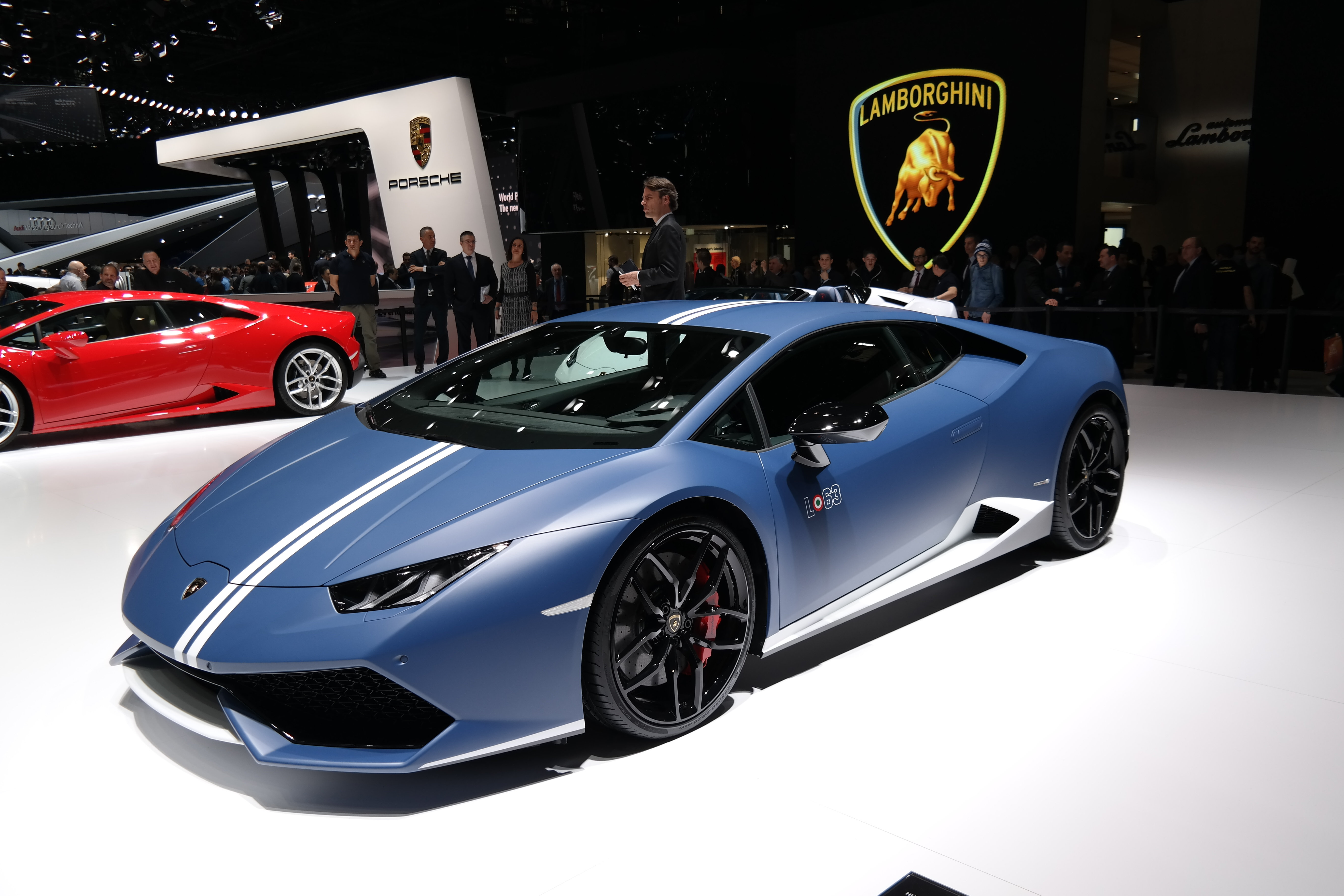

2016 stellte Lamborghini das Sondermodell Avio auf dem Genfer Autosalon vor. Der auf 250 Exemplare beschränkte und der Luftfahrt gewidmete Wagen zeichnet sich durch eine besondere Lackierung sowie einige Details im Innenraum aus. Technisch basiert der Huracán Avio auf dem Huracán LP610-4.
Der Sprint auf 100 km/h dauert im Avio 3,2 Sekunden, die Höchstgeschwindigkeit beträgt 325 km/h.

## Sonstiges
Am 15. November 2017 schenkte Lamborghini Papst Franziskus einen mit goldfarbenen Rallyestreifen verzierten Huracán. Das Oberhaupt der katholischen Kirche kündigte an, das Fahrzeug zugunsten von wohltätigen Organisationen versteigern zu lassen. Das Fahrzeug wurde am 12. Mai 2018 vom Auktionshaus Sotheby’s versteigert und erzielte knapp 810.000 Euro. 70 Prozent des Erlöses wird an Wiederaufbauprojekte in der irakischen Ninive-Ebene gespendet. Die verbleibenden 30 Prozent gehen an Hilfsorganisationen, die in Zentralafrika aktiv sind.
Auf Basis des Huracán baut der italienische Karosseriehersteller Ares Design seit 2018 den Ares Panther, der an den De Tomaso Pantera erinnern soll.
Am 3. Juli 2025 starben der portugiesische, beim FC Liverpool unter Vertrag stehende Fußballprofi Diogo Jota und sein Bruder André Silva bei einem Autounfall, nachdem an ihrem Lamborghini Huracán bei einem Überholmanöver mit überhöhter Geschwindigkeit ein Reifen geplatzt war und das Auto nach der Kollision Feuer gefangen hatte.